# ロードクロサイト (競走馬)
ロードクロサイト（英: Rhodochrosite）は、アメリカ合衆国生産、日本調教の競走馬、繁殖牝馬。競走馬としては未勝利に終わったが、繁殖牝馬としては2020年に父・ディープインパクトと父仔での無敗のクラシック三冠馬となったコントレイルを出産した。

## 競走馬時代
- 特記事項なき場合、本節の出典はJBISサーチ[3]

2010年4月17日にアメリカ合衆国で誕生。2011年9月のキーンランド1歳馬セールに上場され、母フォークロアがブリーダーズカップ・ジュヴェナイルフィリーズ勝ち馬という血統の良さを見込まれ、日本のノースヒルズ代表・前田幸治の代理として参加していた調教師の矢作芳人とノースヒルズゼネラルマネージャーの福田洋志によって38万5000ドル（当時のレートで約3000万円）で落札された。矢作と福田が本馬を落札した理由としては、将来的な繁殖生活を見据えてそれぞれが候補馬をリストアップし、最終的に互いが「最も欲しい馬」と一致したのが本馬だったためである。同年12月に日本に輸入され、鳥取県の大山ヒルズで調教を積んだ。同場マネージャーの斎藤慎からは「腕が長く、菅骨が短いという走る馬のような馬体をしていて、軽い走りをする」と評価され、同期馬にはキズナ、アウォーディーがいた。
栗東・矢作芳人厩舎に入厩。デビュー前には2週連続で坂路4ハロン51秒台を計測。2012年9月22日の阪神競馬場での新馬戦で武豊を背にデビューして単勝1.6倍の支持を集めたが、3着に終わる。2戦目からはダート戦を使われたが勝てず、2歳シーズンは4戦して2着2回、3着2回の成績で終えた。3歳時は3戦して全て二桁着順に終わり、7戦未勝利のまま競走生活を終えた。管理した矢作芳人調教師は競走馬として活躍できなかった理由として気性の悪さを挙げている。

## 競走成績
以下の内容は、JBISサーチおよびnetkeiba.comに基づく。
| 競走日     | 競馬場 | 競走名    | 格 | 距離（馬場）  | 頭 数 | 枠 番 | 馬 番 | オッズ （人気） | 着順 | タイム （上がり3F） | 着差 | 騎手      | 斤量 [kg] | 1着馬（2着馬）     | 馬体重 [kg] |
| ---------- | ------ | --------- | -- | ------------- | ----- | ----- | ----- | --------------- | ---- | ------------------- | ---- | --------- | --------- | ------------------ | ----------- |
| 2012.09.22 | 阪神   | 2歳新馬   |    | 芝1200m（良） | 12    | 6     | 7     | 001.60（1人）   | 03着 | R1:10.3（34.7）     | -0.2 | 0武豊     | 54        | エイユーモモチャン | 482         |
| 0000.10.07 | 京都   | 2歳未勝利 |    | ダ1200m（良） | 15    | 5     | 9     | 001.60（1人）   | 02着 | R1:13.9（37.2）     | -0.1 | 0川田将雅 | 54        | エクセレンフレール | 474         |
| 0000.11.18 | 京都   | 2歳未勝利 |    | ダ1400m（不） | 14    | 1     | 1     | 004.80（2人）   | 02着 | R1:25.0（37.3）     | -0.1 | 0武豊     | 54        | ティズトレメンダス | 478         |
| 0000.12.01 | 阪神   | 2歳未勝利 |    | ダ1200m（良） | 15    | 4     | 6     | 001.50（1人）   | 03着 | R1.13.7（38.3）     | -0.6 | 0川田将雅 | 54        | レゼトワール       | 478         |
| 2013.01.06 | 京都   | 3歳未勝利 |    | ダ1400m（良） | 15    | 2     | 3     | 003.30（1人）   | 13着 | R1:28.5（40.3）     | -2.4 | 0武豊     | 54        | ウイングリート     | 470         |
| 0000.04.13 | 阪神   | 3歳未勝利 |    | ダ1200m（良） | 16    | 7     | 13    | 006.90（3人）   | 13着 | R1:16.2（39.2）     | -3.5 | 0川田将雅 | 54        | ミリアグラシア     | 464         |
| 0000.07.07 | 中京   | 3歳未勝利 |    | ダ1200m（良） | 16    | 6     | 12    | 025.80（7人）   | 12着 | R1:14.0（38.1）     | -1.7 | 0松山弘平 | 54        | ゴッドドリーム     | 466         |

## 繁殖牝馬時代
引退後は北海道新冠町のノースヒルズで繁殖入りし、産駒は全てノースヒルズやその関係者の所有・矢作厩舎所属と、本馬と同じ馬主・調教師の組み合わせで競走馬としてデビューしている。
所有初年度はゴールドアリュール産駒のバーンフライ、2年目はダイワメジャー産駒のアナスタシオを出産し、この2頭はいずれもダート戦で勝利を挙げた。ゴールドアリュールとダイワメジャーが交配されたのは将来的にディープインパクトと交配させることを前提として行われたものであり、福田によれば「最初に馬格の良いゴールドアリュールをつけて、次はスピードを加えようとダイワメジャーを配合しました」という意図があったといい、またディープインパクトの産駒は小柄に出る傾向があったため、まずは最初の二頭で馬格がしっかりした仔を出すか確認したうえで、ディープインパクトと交配させることを決めたという。
アナスタシオを出産した2016年の繁殖シーズンにロードクロサイトはディープインパクトと交配され、翌2017年4月1日に3番仔となった後のコントレイルを出産した。コントレイルは2019年に東京スポーツ杯2歳ステークス・ホープフルステークスを制して同年のJRA賞最優秀2歳牡馬に選出された。翌2020年には父のディープインパクト以来となる無敗での牡馬クラシック三冠を達成している。

### 繁殖成績
- 現役馬の成績は2025年4月13日現在。

|   | 馬名                   | 生年 | 性 | 毛色   | 父                 | 厩舎                           | 馬主     | 戦績 | 備考               | 出典   |
| - | ---------------------- | ---- | -- | ------ | ------------------ | ------------------------------ | -------- | --- | ------------------ | ------ |
| 1 | バーンフライ           | 2015 | 牡 | 黒鹿毛 | ゴールドアリュール | 栗東・矢作芳人 →小林・坂井英光 | 前田幸治 | 50戦4勝 （中央）31戦3勝（地方）19戦1勝                                                                                             | （引退）           | [ 15 ] |
| 2 | アナスタシオ           | 2016 | 牝 | 青鹿毛 | ダイワメジャー     | 栗東・矢作芳人 →川崎・河津裕昭 | 前田幸治 | 22戦4勝 （中央）13戦1勝 （地方）9戦3勝                                                                                             | （引退・繁殖入り） | [ 16 ] |
| 3 | コントレイル           | 2017 | 牡 | 青鹿毛 | ディープインパクト | 栗東・矢作芳人                 | 前田晋二 | 11戦8勝 （GI）ホープフルステークス、皐月賞、東京優駿、菊花賞、ジャパンカップ （GII）神戸新聞杯 （GIII）東京スポーツ杯2歳ステークス | （引退・種牡馬）   | [ 17 ] |
| 4 | サンセットクラウド     | 2019 | 牡 | 芦毛   | ディープインパクト | 栗東・矢作芳人                 | 前田晋二 | 27戦3勝 →（2勝クラス）白川特別 | （引退）           | [ 18 ] |
| 5 | インタクト             | 2020 | 牡 | 黒鹿毛 | ハーツクライ       | 栗東・矢作芳人 →西脇・松浦聡志 | 前田幸大 | 16戦1勝 | （現役）           | [ 19 ] |
| 6 | ロージースカイ         | 2022 | 牝 | 芦毛   | キズナ             | 栗東・矢作芳人 →小林・坂井英光 | 前田幸治 | | （デビュー前）     | [ 20 ] |
| 7 | ロードクロサイトの2024 | 2024 | 牝 | 芦毛   | キズナ             |                                |          | |                    | [ 21 ] |

## 血統表
| ロードクロサイトの血統        | ロードクロサイトの血統                          | ロードクロサイトの血統                          | （血統表の出典）                                | （血統表の出典） |
| 父系                          | ミスタープロスペクター系                        | ミスタープロスペクター系                        | ミスタープロスペクター系                        | [ § 2 ]          |
| 父 Unbridled's Song 1993 芦毛 | 父の父Unbridled 1987 鹿毛                       | Fappiano                                        | Mr. Prospector                                  | Mr. Prospector   |
| 父 Unbridled's Song 1993 芦毛 | 父の父Unbridled 1987 鹿毛                       | Fappiano                                        | Killaloe                                        |                  |
| 父 Unbridled's Song 1993 芦毛 | 父の父Unbridled 1987 鹿毛                       | Gana Facil                                      | Le Fabuleux                                     | Le Fabuleux      |
| 父 Unbridled's Song 1993 芦毛 | 父の父Unbridled 1987 鹿毛                       | Gana Facil                                      | Charedi                                         |                  |
| 父 Unbridled's Song 1993 芦毛 | 父の母Trolley Song 1983 芦毛                    | Caro                                            | *フォルティノ                                   | *フォルティノ    |
| 父 Unbridled's Song 1993 芦毛 | 父の母Trolley Song 1983 芦毛                    | Caro                                            | Chambord                                        |                  |
| 父 Unbridled's Song 1993 芦毛 | 父の母Trolley Song 1983 芦毛                    | Lucky Spell                                     | Lucky Mel                                       | Lucky Mel        |
| 父 Unbridled's Song 1993 芦毛 | 父の母Trolley Song 1983 芦毛                    | Lucky Spell                                     | Incantation                                     |                  |
| 母 Folklore 2003 鹿毛         | 母の父Tiznow 1997 鹿毛                          | Cee's Tizzy                                     | Relaunch                                        | Relaunch         |
| 母 Folklore 2003 鹿毛         | 母の父Tiznow 1997 鹿毛                          | Cee's Tizzy                                     | *テイズリー                                     |                  |
| 母 Folklore 2003 鹿毛         | 母の父Tiznow 1997 鹿毛                          | Cee's Song                                      | Seattle Song                                    | Seattle Song     |
| 母 Folklore 2003 鹿毛         | 母の父Tiznow 1997 鹿毛                          | Cee's Song                                      | Lonely Dancer                                   |                  |
| 母 Folklore 2003 鹿毛         | 母の母Contrive 1998 黒鹿毛                      | Storm Cat                                       | Storm Bird                                      | Storm Bird       |
| 母 Folklore 2003 鹿毛         | 母の母Contrive 1998 黒鹿毛                      | Storm Cat                                       | Terlingua                                       |                  |
| 母 Folklore 2003 鹿毛         | 母の母Contrive 1998 黒鹿毛                      | Jeano                                           | Fappiano                                        | Fappiano         |
| 母 Folklore 2003 鹿毛         | 母の母Contrive 1998 黒鹿毛                      | Jeano                                           | *バジー                                         |                  |
| 母系(F-No.)                   | バジー(USA)系(FN:1-s)                           | バジー(USA)系(FN:1-s)                           | バジー(USA)系(FN:1-s)                           | [ § 3 ]          |
| 5代内の近親交配               | Fappiano 3×4、In Reality 5×5･5、Incantation 4×5 | Fappiano 3×4、In Reality 5×5･5、Incantation 4×5 | Fappiano 3×4、In Reality 5×5･5、Incantation 4×5 | [ § 4 ]          |
| 出典                          | 1. 2. 3. 4.                                     | 1. 2. 3. 4.                                     | 1. 2. 3. 4.                                     | 1. 2. 3. 4.      |

- 母フォークロアは2005年のブリーダーズカップ・ジュヴェナイルフィリーズなど米G1を2勝。同年のエクリプス賞最優秀2歳牝馬[24]。